# Reninghelst Churchyard Extension
Reninghelst Churchyard Extension is een Britse militaire begraafplaats met gesneuvelden uit de Eerste- en Tweede Wereldoorlog, gelegen in het Belgische dorp Reningelst, een deelgemeente van Poperinge. De begraafplaats ligt aan de zuidoostelijke kant van het kerkhof en werd ontworpen door William Cowlishaw. Het terrein heeft een smalle rechthoekige vorm met een oppervlakte van 630 m² en is omgeven door een bakstenen muur. De graven liggen in een rij langs de linker muur en worden onderhouden door de Commonwealth War Graves Commission. Het Cross of Sacrifice staat direct aan de toegang. Er worden 58 doden herdacht.

## Geschiedenis
Reningelst was vanaf de herfst 1914 tot het einde van de oorlog in Britse handen. Het was er redelijk veilig om er Field Ambulances (veldhospitalen) in te richten. Het kerkhof van Reningelst, waar ook drie gesneuvelden liggen, en de uitbreiding werden gebruikt van maart tot november 1915. De meeste slachtoffers kwamen om tijdens Duitse aanvallen op Hill 60 in Zillebeke. Na deze datum werden de doden begraven op de Reninghelst New Military Cemetery.
Er liggen nu 55 Britten (waaronder 1 niet geïdentificeerde) en 1 Australiër uit de Eerste Wereldoorlog en 2 Britten uit de Tweede Wereldoorlog begraven.
De begraafplaats werd in 1997 als monument beschermd.

## Onderscheiden militair
- M. Bergin, kapelaan bij het Australian Army Chaplains Department werd onderscheiden met het Military Cross (MC).